# 페드루 페르난두
페드루 페르난두(Pedro Fernando, 1998년 11월 19일 ~ )는 앙골라의 가수이다.

## 앨범
- 2016: Golden God - EP